# Randy Moss Award
Der Randy Moss Return Man Award war ein im Jahr 2007 von der Organisation Gulf Coast Events und GameDay Consultants vergebener Preis für den besten Return Specialist der NCAA-Division-I-A. Die Finalisten wurden am 13. Dezember 2006 bekannt gegeben und der Gewinner am 13. Januar 2007 während des North South All-Star Classic. Erster und einziger Gewinner war DeSean Jackson. Benannt wurde der Preis nach Randy Moss, der 1996 die Division I-AA als Kick Returner anführte.

## Preisträger
| Sieger 2006    | Finalist 2006     | College      |
| -------------- | ----------------- | ------------ |
| DeSean Jackson | DeSean Jackson    | California   |
|                | Sammie Stroughter | Oregon State |
| Marcus Thigpen | Indiana           |              |